# Tomáš Oravec
Tomáš Oravec (ur. 3 lipca 1980 w Koszycach) – słowacki piłkarz  grający na pozycji napastnika. Od 2013 roku jest piłkarzem klubu SC Marchtrenk.

## Kariera klubowa
Karierę piłkarską Oravec rozpoczął w klubie 1. FC Košice. W 1998 roku awansował do kadry pierwszej drużyny i w sezonie 1998/1999 zadebiutował w jego barwach w pierwszej lidze słowackiej. W 2000 roku wywalczył z klubem z Koszyc mistrzostwo Słowacji, a latem 2001 odszedł do MFK Ružomberok. W Ružomberoku grał do końca 2001 roku.
Na początku 2002 roku Oravec został zawodnikiem czeskiego klubu Viktoria Žižkov. W połowie 2004 roku ponownie zmienił klub i przeszedł do austriackiej Admiry Wacker Mödling, w której spędził sezon. Jesienią 2005 Słowak grał w greckim klubie Panionios Ateny, a wiosną 2006 - w portugalskiej Boaviście.
Latem 2006 Oravec wrócił na Słowację i został piłkarzem Artmedii Petržalka. W sezonie 2006/2007 z 16 golami został królem strzelców ligi. Z kolei w 2008 roku wywalczył z Artmedią mistrzostwo Słowacji oraz zdobył Puchar Słowacji.
W 2009 roku Oravec przeszedł do MŠK Žilina. W 2010 roku został z nią mistrzem Słowacji. W 2011 roku opuścił ten klub i wyjechał do Chin. Został piłkarzem tamtejszego klubu Guizhou Renhe. W sierpniu 2012 podpisał kontrakt z Enosisem Paralimni.
| Sezon   | Klub                  | Kraj       | Rozgrywki                 | Mecze | Bramki |
| ------- | --------------------- | ---------- | ------------------------- | ----- | ------ |
| 1998/99 | 1. FC Košice          | Słowacja   | I. liga                   | 7     | 1      |
| 1999/00 | 1. FC Košice          | Słowacja   | I. liga                   | 20    | 2      |
| 2000/01 | 1. FC Košice          | Słowacja   | I. liga                   | 4     | 1      |
| 2000/01 | MFK Ružomberok        | Słowacja   | I. liga                   | 22    | 11     |
| 2001/02 | MFK Ružomberok        | Słowacja   | I. liga                   | 17    | 9      |
| 2001/02 | Viktoria Žižkov       | Czechy     | Gambrinus Liga            | 10    | 3      |
| 2002/03 | Viktoria Žižkov       | Czechy     | Gambrinus Liga            | 13    | 8      |
| 2003/04 | Viktoria Žižkov       | Czechy     | Gambrinus Liga            | 30    | 5      |
| 2004/05 | Admira Wacker Mödling | Austria    | Bundesliga                | 28    | 8      |
| 2005/06 | Panionios Ateny       | Grecja     | Alpha Ethniki             | 13    | 2      |
| 2005/06 | Boavista FC           | Portugalia | Primeira Liga             | 12    | 0      |
| 2006/07 | Artmedia Petržalka    | Słowacja   | I. liga                   | 34    | 16     |
| 2007/08 | Artmedia Petržalka    | Słowacja   | I. liga                   | 17    | 5      |
| 2008/09 | Artmedia Petržalka    | Słowacja   | I. liga                   | 15    | 7      |
| 2008/09 | MŠK Žilina            | Słowacja   | I. liga                   | 8     | 3      |
| 2009/10 | MŠK Žilina            | Słowacja   | I. liga                   | 22    | 11     |
| 2010/11 | MŠK Žilina            | Słowacja   | I. liga                   | 14    | 10     |
| 2011    | Shaanxi Renhe         | Chiny      | Super League              | 11    | 3      |
| 2011/12 | Spartak Trnawa        | Słowacja   | I. liga                   | 14    | 3      |
| 2012/13 | Enosis Neon Paralimni | Cypr       | Protathlima A’ Kategorias | 19    | 1      |

## Kariera reprezentacyjna
W reprezentacji Słowacji Oravec zadebiutował 15 sierpnia 2001 roku w przegranym 3:4 towarzyskim meczu z Iranem.